# Moelle allongée
Pour les articles homonymes, voir Moelle et Medulla.
 (août 2024).
Si vous disposez d'ouvrages ou d'articles de référence ou si vous connaissez des sites web de qualité traitant du thème abordé ici, merci de compléter l'article en donnant les références utiles à sa vérifiabilité et en les liant à la section « Notes et références ».

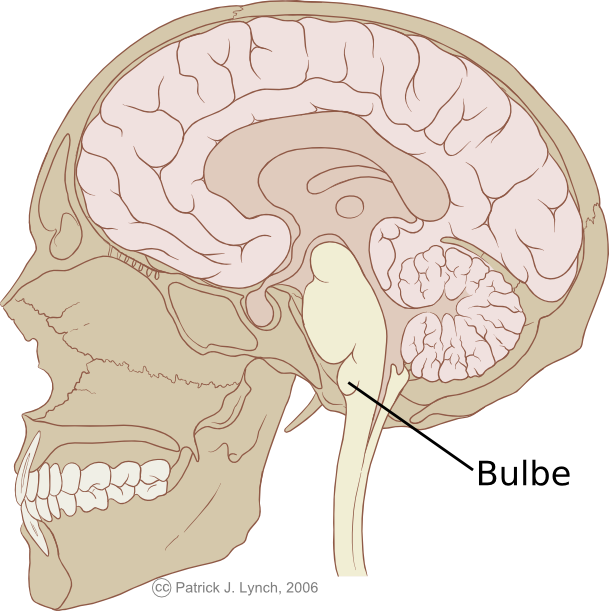

La moelle allongée (ou medulla oblongata, aussi appelée bulbe rachidien en ancienne nomenclature ou myélencéphale) est la partie inférieure du tronc cérébral (la plus caudale) chez les chordés. Elle prolonge en haut la moelle spinale et se situe en avant du cervelet dans la fosse postérieure du crâne. Elle est en continuité en haut avec le pont. Dans l'ancienne nomenclature, on remarque que le terme « rachidien » est un composé de « rachis », du grec ancien ῥάχις / rhákhis, « épine dorsale » (élargi par analogie avec des mots de radical en -id-). Cette moelle allongée est percée d'un conduit permettant la circulation du liquide céphalorachidien, ce conduit étant en continuité avec le 4e ventricule en haut et le canal de l'épendyme en bas.

## Structures neurologiques
- Olive bulbaire
- Formation réticulée
- Nerf glossopharyngien (IX)

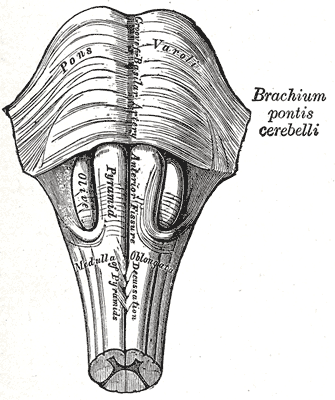
La moelle allongée et le pont.

- Nerf vague (ou pneumo-gastrique) (X)
- Nerf accessoire (ou spinal) (XI)
- Nerf hypoglosse (XII)

La face antérieure de la moelle allongée est parcourue parasagittalement par deux sillons ventraux de part et d'autre du sillon ventro-médian, lesquels s'évasent dans la partie supérieure (rostrale) pour enserrer à droite et à gauche deux reliefs hémisphériques : les olives bulbaires.

## Apport de sang
Les branches de plusieurs artères assurent l'approvisionnement en sang de la moelle allongée :
- l'artère vertébrale ;
- les artères spinales antérieure et postérieure ;
- l'artère cérébelleuse postéro-inférieure ;
- l'artère basilaire.

L'artère spinale antérieure dernière approvisionne la partie médiane de la moelle allongée. Un caillot ou un blocage de cet apport en sang (au cours par exemple d'un accident vasculaire cérébral), causerait des dégâts au niveau des pyramides, de la bande de Reil et du nerf XI : c'est le syndrome de Dejerine.
L'artère cérébelleuse postéro-inférieure alimente la partie postérieure et latérale de la moelle allongée, là où se connectent la plupart des neurones en provenance du cerveau et du cervelet.
L'artère vertébrale alimente la zone entre les deux autres artères. Une atteinte de cette artère ou de l'artère postérieure inférieure cause le syndrome de Wallenberg.

## Fonctions
Il joue un rôle essentiel dans le maintien de fonctions autonomes et réflexes telles que :
- le rythme cardiaque : régule la fréquence cardiaque, ainsi que de la force de contraction du cœur ;
- la pression artérielle : fait varier de la pression artérielle, en adaptant le calibre des vaisseaux sanguins ;
- la respiration : influe sur l’amplitude des mouvements respiratoires ;
- la régulation de la température corporelle ;
- l’éternuement, la toux, la déglutition, la salivation…

En cas de lésions localisées au niveau du bulbe rachidien, des symptômes affectant les fonctions citées ci-dessus, se manifestent. Elles sont d’ailleurs caractéristiques d’une souffrance du bulbe.

### Vésicules de l'encéphale
|                | Divisions embryologiques | Divisions embryologiques | Divisions embryologiques | Divisions anatomiques  | Divisions anatomiques |
| Encéphale      | Prosencéphale            | Télencéphale             | Télencéphale             | Télencéphale           | Cerveau antérieur     |
| Encéphale      | Prosencéphale            | Diencéphale              |                          |                        | Cerveau antérieur     |
| Encéphale      | Mésencéphale             | Mésencéphale             | Mésencéphale             | Mésencéphale           | Tronc cérébral        |
| Encéphale      | Rhombencéphale           | Métencéphale             | Protubérance annulaire   | Protubérance annulaire | Tronc cérébral        |
| Encéphale      | Rhombencéphale           | Métencéphale             | Cervelet                 | Cervelet               | Cervelet              |
| Encéphale      | Rhombencéphale           | Myélencéphale            | Moelle allongée          | Moelle allongée        | Tronc cérébral        |
| Moelle spinale | Moelle spinale           | Moelle spinale           | Moelle spinale           | Moelle spinale         | Moelle spinale        |